# 1166 w polityce

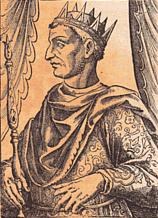
Wilhelm I Zły

Wydarzenia polityczne w 1166 roku.

## Wydarzenia
- Nieudana wyprawa Bolesława Kędzierzawego na Prusów[1][2].
- Wyprawa Fryderyka Rudobrodego do Włoch[3].
- Ludwik VII, król Francji, podporządkował Burgundię, a Henryk II Plantagenet Bretanię[4].

## Zmarli
- 7 maja Wilhelm I Zły, król Sycylii[5].
- Henryk Sandomierski w trakcie nieudanej wyprawy na Prusów[1][2].